# Capparis masakai
Capparis masakai är en kaprisväxtart som beskrevs av Leveille. Capparis masakai ingår i släktet Capparis och familjen kaprisväxter. Inga underarter finns listade i Catalogue of Life.